# Чемпионат СССР по волейболу среди женщин 1951
14-й чемпионат СССР по волейболу среди женщин проходил с 24 октября по 3 ноября 1951 года в Тбилиси в парке культуры и отдыха имени С.М.Кирова с участием 24 команд. Чемпионский титул во второй раз в своей истории выиграло московское «Динамо».

## Система проведения чемпионата
В чемпионате приняли участие 11 клубных команд из РСФСР и УССР и 13 сборных команд остальных союзных республик (кроме Туркменской). 
Соревнования состояли из двух этапов — предварительного и финального. В финальном этапе участвовали 8 лучших команд по итогам предварительной стадии, разыгравшие по круговой системе места с 1-го по 8-е. 

## Результаты

### Финальный этап

#### За 1—8 места
| М | Команда             | 1   | 2   | 3   | 4   | 5   | 6   | 7   | 8   | И | В | П | С/П   | О  |
| - | ------------------- | --- | --- | --- | --- | --- | --- | --- | --- | - | - | - | ----- | -- |
| 1 | «Динамо» Москва     |     | 3:1 | 3:1 | 3:0 | 3:0 | 3:0 | 3:0 | 3:0 | 7 | 7 | 0 | 21:2  | 14 |
| 2 | «Локомотив» Москва  | 1:3 |     | 3:2 | 3:1 | 3:1 | 3:2 | 3:0 | 3:0 | 7 | 6 | 1 | 19:9  | 13 |
| 3 | «Спартак» Ленинград | 1:3 | 2:3 |     | 3:2 | 2:3 | 3:2 | 3:2 | 3:0 | 7 | 4 | 3 | 17:15 | 11 |
| 4 | «Спартак» Москва    | 0:3 | 1:3 | 2:3 |     | 3:0 | 0:3 | 3:0 | 3:0 | 7 | 3 | 4 | 12:12 | 10 |
| 5 | «Медик» Ленинград   | 0:3 | 1:3 | 3:2 | 0:3 |     | 3:0 | 2:3 | 3:1 | 7 | 3 | 4 | 12:15 | 10 |
| 6 | «Искра» Москва      | 0:3 | 2:3 | 2:3 | 3:0 | 0:3 |     | 3:2 | 3:1 | 7 | 3 | 4 | 13:15 | 10 |
| 7 | «Медик» Харьков     | 0:3 | 0:3 | 2:3 | 0:3 | 3:2 | 2:3 |     | 3:2 | 7 | 2 | 5 | 10:19 | 9  |
| 8 | Грузинская ССР      | 0:3 | 0:3 | 0:3 | 0:3 | 1:3 | 1:3 | 2:3 |     | 7 | 0 | 7 | 4:21  | 7  |

#### За 9—16 места
9. «Наука» Москва
10. Латвийская ССР
11. «Медик» Киев
12. «Спартак» Иркутск
13. Литовская ССР
14. «Искра» Куйбышев
15. Эстонская ССР
16. Карело-Финская ССР

#### За 17—24 места
17. Узбекская ССР
18. Белорусская ССР
19. Азербайджанская ССР
20. Молдавская ССР
21. Казахская ССР
22. Киргизская ССР
23. Таджикская ССР
24. Армянская ССР

## Призёры
«Динамо» (Москва): Антонина Ильина, Галина Козлова, Зинаида Кузькина, Серафима Кундиренко, Вера Озерова, Ираида Седова, Валентина Силуянова, Татьяна Стангрит, Лидия Стрельникова, Александра Чудина. Тренер — Николай Бендеров.
 «Локомотив» (Москва): Татьяна Бунина, Александра Дёмина, Полина Зендрикова, Милития Кононова, Александра Курятникова, Антонина Моисеева, В.Окороченкова, Тамара Петрова, Валентина Свиридова, Мария Сёмина. Тренер — Михаил Крылов.
 «Спартак» (Ленинград): Анна Афанасьева, Таисия Барышникова, Н.Вышкинд, Алиса Галахова, Валентина Гладкова, В.Зинковец, Валентина Квашенинникова, Мария Топоркова, Кира Шманцырь. Тренер — Дмитрий Шилло.